# Актобе (Бухар-Жирауський район)
Актобе́ (каз. Ақтөбе) — село у складі Бухар-Жирауського району Карагандинської області Казахстану. Адміністративний центр Актобинського сільського округу.
Населення — 556 осіб (2021; 764 у 2009, 1004 у 1999, 1189 у 1989).
Національний склад станом на 1989 рік:
- казахи — 100 %.